# Unterseeboot 538
L'Unterseeboot 538 (ou U-538) était un sous-marin allemand utilisé par la Kriegsmarine pendant la Seconde Guerre mondiale.

## Historique
Après sa formation à Stettin en Pologne au sein de la 4. Unterseebootsflottille jusqu'au 31 octobre 1943, l'U-538 est affecté dans une formation de combat à la base sous-marine de Lorient en France au sein de la 2. Unterseebootsflottille.
L'U-538 est coulé le 21 novembre 1943 dans l'Atlantique nord au sud-ouest de l'Irlande à la position géographique de 45° 40′ N, 19° 35′ O, par des charges de profondeur lancées par la frégate britannique HMS Foley et le sloop britannique HMS Crane.
 
Les 55 hommes d'équipage meurent dans cette attaque.

## Affectations successives
- 4. Unterseebootsflottille du 10 février 1943 au 31 octobre 1943
- 2. Unterseebootsflottille du 1er novembre 1943 au 21 novembre 1943

## Commandement
- Kapitänleutnant Johann-Egbert Gossler du 10 février 1943 au 21 novembre 1943

## Navires coulés
L'U-538 n'a, ni coulé, ni endommagé de navire au cours de l'unique patrouille qu'il effectua.

## Sources
- (en) U-538 sur Uboat.net